# 9217 Кітагава
9217 Кітагава (9217 Kitagawa) — астероїд головного поясу, відкритий 16 листопада 1995 року.
Тіссеранів параметр щодо Юпітера — 3,553.